# Grand Prix de Voleibol de 2009

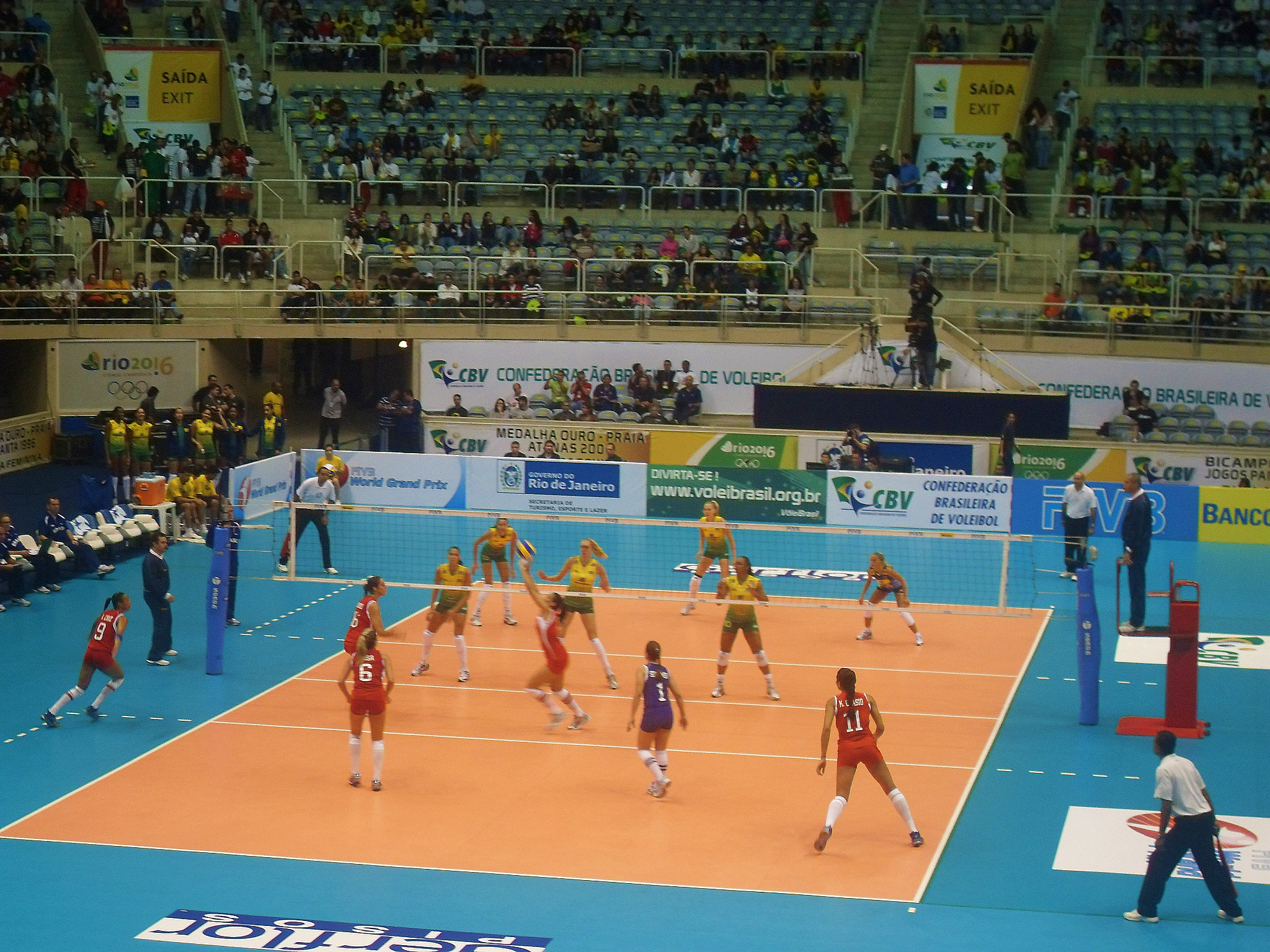
Brasil contra Porto Rico na primeira semana do torneio.

O Grand Prix de Voleibol de 2009 foi a 17.ª edição do torneio anual de voleibol feminino organizado pela Federação Internacional de Voleibol (FIVB).
Competição disputada por 12 seleções que ocorreu  entre os dias 31 de julho e 23 de agosto. Com a mesma fórmula de disputa dos últimos anos, o Grand Prix consistiu de duas fases. A fase final foi realizada em Tóquio no Japão, com a presença das anfitriãs, mais as cinco equipes melhores classificadas na fase preliminar.
O Brasil conquistou o oitavo título na história desta competição ao acumular o maior número de pontos na fase final, com uma campanha sem derrotas em 14 jogos disputados.

## Equipes participantes
Doze equipes classificaram-se para o torneio. As equipes europeias através do torneio qualificatório disputado entre 16 e 21 de agosto de 2008 em Omsk, na Rússia. As quatro equipes americanas foram confirmados pela performance na Copa Pan-americana disputada em Tijuana, no México e os times asiáticos obtiveram classificação através da Copa da Ásia disputada em outubro de 2008 em Nakhon Ratchasima, Tailândia.
| Europa (CEV)                                  | América (NORCECA/CSV)                                         | Ásia (AVC)                                  |
| --------------------------------------------- | ------------------------------------------------------------- | ------------------------------------------- |
| Polônia · Países Baixos · Rússia · Alemanha · | República Dominicana · Brasil · Porto Rico · Estados Unidos · | China · Coreia do Sul · Tailândia · Japão · |

## Calendário
| Data                                     | Local/Equipes                                                                 | Local/Equipes                                                | Local/Equipes                                                        |
| ---------------------------------------- | ----------------------------------------------------------------------------- | ------------------------------------------------------------ | -------------------------------------------------------------------- |
| Primeira semana: 31 de julho-2 de agosto | Grupo A · Rio de Janeiro Brasil · Estados Unidos · Alemanha · Porto Rico      | Grupo B · Kielce Polônia · Japão · Países Baixos · Tailândia | Grupo C · Ningbo China · Rússia · Rep. Dominicana · Coreia do Sul ·  |
| Segunda semana: 7-9 de agosto            | Grupo D · Miao Li Estados Unidos · Países Baixos · Rep. Dominicana · Alemanha | Grupo E · Macau China · Brasil · Polônia · Tailândia         | Grupo F · Osaka Japão · Coreia do Sul · Rússia · Porto Rico ·        |
| Terceira semana: 14-16 de agosto         | Grupo G · Hong Kong China · Polônia · Países Baixos · Rep. Dominicana         | Grupo H · Mokpo Brasil · Japão · Alemanha · Coreia do Sul    | Grupo I · Bangkok Tailândia · Estados Unidos · Rússia · Porto Rico · |
| Fase final: 19-23 de agosto Tóquio       |                                                                               |                                                              |                                                                      |

- Fonte

## Primeira fase
Na primeira fase as doze equipes disputaram nove partidas em três semanas dividas em grupos de quatro equipes cada. As cinco equipes mais bem colocadas na classificação geral garantiram-se na fase final. O Japão teve vaga garantida na fase final por sediar o evento, totalizando seis equipes classificadas.

### Grupo A (Rio de Janeiro)

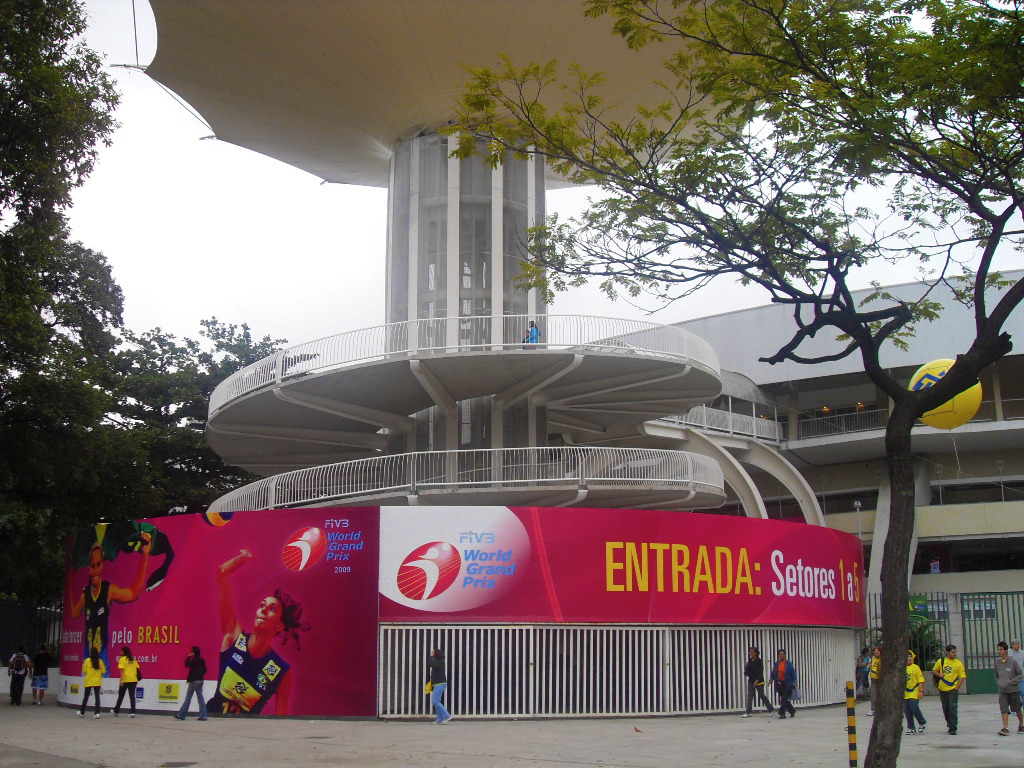
O Ginásio do Maracanãzinho recebeu o Grand Prix no Rio de Janeiro.

|     |                |     | Jogos | Jogos | Jogos | Pontos | Pontos | Pontos | Sets | Sets | Sets  |
| Pos | Equipe         | Pts | T     | V     | D     | V      | P      | R      | V    | P    | R     |
| --- | -------------- | --- | ----- | ----- | ----- | ------ | ------ | ------ | ---- | ---- | ----- |
| 1   | Brasil         | 6   | 3     | 3     | 0     | 225    | 156    | 1.442  | 9    | 0    | MAX   |
| 2   | Alemanha       | 5   | 3     | 2     | 1     | 224    | 216    | 1.037  | 6    | 5    | 1.200 |
| 3   | Estados Unidos | 4   | 3     | 1     | 2     | 205    | 250    | 0.820  | 3    | 8    | 0.375 |
| 4   | Porto Rico     | 3   | 3     | 0     | 3     | 251    | 283    | 0.887  | 4    | 9    | 0.444 |

| Data        | Equipe #1  | Placar | Equipe #2      | 1º Set | 2º Set | 3º Set | 4º Set | 5º Set | Total   | Cidade         | Público |
| ----------- | ---------- | ------ | -------------- | ------ | ------ | ------ | ------ | ------ | ------- | -------------- | ------- |
| 31 de julho | Brasil     | 3–0    | Porto Rico     | 25:22  | 25:17  | 25:17  |        |        | 75:56   | Rio de Janeiro | 7.536   |
| 31 de julho | Alemanha   | 3–0    | Estados Unidos | 25:15  | 25:15  | 25:16  |        |        | 75:46   | Rio de Janeiro | 2.632   |
| 1 de agosto | Brasil     | 3–0    | Alemanha       | 25:12  | 25:19  | 25:16  |        |        | 75:47   | Rio de Janeiro | 10.956  |
| 1 de agosto | Porto Rico | 2–3    | Estados Unidos | 25:21  | 25:20  | 23:25  | 14:25  | 13:15  | 100:106 | Rio de Janeiro | 2.853   |
| 2 de agosto | Brasil     | 3–0    | Estados Unidos | 25:18  | 25:22  | 25:13  |        |        | 75:53   | Rio de Janeiro | 11.922  |
| 2 de agosto | Porto Rico | 2–3    | Alemanha       | 25:19  | 20:25  | 25:18  | 13:25  | 12:15  | 95:102  | Rio de Janeiro | 2.483   |

### Grupo B (Kielce)
|     |               |     | Jogos | Jogos | Jogos | Pontos | Pontos | Pontos | Sets | Sets | Sets  |
| Pos | Equipe        | Pts | T     | V     | D     | V      | P      | R      | V    | P    | R     |
| --- | ------------- | --- | ----- | ----- | ----- | ------ | ------ | ------ | ---- | ---- | ----- |
| 1   | Países Baixos | 6   | 3     | 3     | 0     | 250    | 201    | 1.244  | 9    | 1    | 9,000 |
| 2   | Tailândia     | 5   | 3     | 2     | 1     | 285    | 307    | 0.928  | 7    | 7    | 1,000 |
| 3   | Polônia       | 4   | 3     | 1     | 2     | 250    | 240    | 1.042  | 5    | 6    | 0.833 |
| 4   | Japão         | 3   | 3     | 0     | 3     | 220    | 257    | 0.856  | 2    | 9    | 0.222 |

| Data        | Equipe #1     | Placar | Equipe #2     | 1º Set | 2º Set | 3º Set | 4º Set | 5º Set | Total  | Cidade | Público |
| ----------- | ------------- | ------ | ------------- | ------ | ------ | ------ | ------ | ------ | ------ | ------ | ------- |
| 31 de julho | Polônia       | 2–3    | Tailândia     | 25:12  | 23:25  | 22:25  | 25:19  | 13:15  | 108:96 | Kielce | 1.200   |
| 31 de julho | Japão         | 0–3    | Países Baixos | 13:25  | 19:25  | 20:25  |        |        | 52:75  | Kielce | 350     |
| 1 de agosto | Polônia       | 0–3    | Países Baixos | 23:25  | 20:25  | 21:25  |        |        | 64:75  | Kielce | 3.600   |
| 1 de agosto | Tailândia     | 3–2    | Japão         | 19:25  | 25:20  | 25:18  | 20:25  | 15:11  | 104:99 | Kielce | 800     |
| 2 de agosto | Polônia       | 3–0    | Japão         | 25:20  | 26:24  | 27:25  |        |        | 78:69  | Kielce | 3.800   |
| 2 de agosto | Países Baixos | 3–1    | Tailândia     | 25:27  | 25:21  | 25:17  | 25:20  |        | 100:85 | Kielce | 870     |

### Grupo C (Ningbo)
|     |                      |     | Jogos | Jogos | Jogos | Pontos | Pontos | Pontos | Sets | Sets | Sets  |
| Pos | Equipe               | Pts | T     | V     | D     | V      | P      | R      | V    | P    | R     |
| --- | -------------------- | --- | ----- | ----- | ----- | ------ | ------ | ------ | ---- | ---- | ----- |
| 1   | China                | 6   | 3     | 3     | 0     | 258    | 195    | 1.323  | 9    | 2    | 4.500 |
| 2   | Rússia               | 5   | 3     | 2     | 1     | 280    | 263    | 1.065  | 8    | 5    | 1.600 |
| 3   | República Dominicana | 4   | 3     | 1     | 2     | 250    | 279    | 0.896  | 5    | 8    | 0.625 |
| 4   | Coreia do Sul        | 3   | 3     | 0     | 3     | 206    | 257    | 0.802  | 2    | 9    | 0.222 |

| Data        | Equipe #1            | Placar | Equipe #2            | 1º Set | 2º Set | 3º Set | 4º Set | 5º Set | Total  | Cidade | Público |
| ----------- | -------------------- | ------ | -------------------- | ------ | ------ | ------ | ------ | ------ | ------ | ------ | ------- |
| 31 de julho | Rússia               | 3–0    | Coreia do Sul        | 25:23  | 25:23  | 25:15  |        |        | 75:61  | Ningbo | 4.000   |
| 31 de julho | China                | 3–0    | República Dominicana | 25:12  | 25:18  | 25:19  |        |        | 75:49  | Ningbo | 7.000   |
| 1 de agosto | República Dominicana | 2–3    | Rússia               | 21:25  | 27:25  | 25:19  | 11:25  | 10:15  | 94:109 | Ningbo | 3.600   |
| 1 de agosto | China                | 3–0    | Coreia do Sul        | 25:15  | 25:21  | 25:14  |        |        | 75:50  | Ningbo | 6.900   |
| 2 de agosto | Coreia do Sul        | 2–3    | República Dominicana | 22:25  | 12:25  | 25:18  | 26:24  | 10:15  | 95:107 | Ningbo | 3.000   |
| 2 de agosto | China                | 3–2    | Rússia               | 23:25  | 25:23  | 20:25  | 25:14  | 15:9   | 108:96 | Ningbo | 8.000   |

### Grupo D (Miao Li)
|     |                      |     | Jogos | Jogos | Jogos | Pontos | Pontos | Pontos | Sets | Sets | Sets  |
| Pos | Equipe               | Pts | T     | V     | D     | V      | P      | R      | V    | P    | R     |
| --- | -------------------- | --- | ----- | ----- | ----- | ------ | ------ | ------ | ---- | ---- | ----- |
| 1   | Países Baixos        | 6   | 3     | 3     | 0     | 270    | 237    | 1.139  | 9    | 3    | 3,000 |
| 2   | Alemanha             | 5   | 3     | 2     | 1     | 236    | 215    | 1.098  | 7    | 3    | 2.333 |
| 3   | Estados Unidos       | 4   | 3     | 1     | 2     | 283    | 283    | 1,000  | 5    | 8    | 0.625 |
| 4   | República Dominicana | 3   | 3     | 0     | 3     | 213    | 267    | 0.798  | 2    | 9    | 0.222 |

| Data        | Equipe #1            | Placar | Equipe #2            | 1º Set | 2º Set | 3º Set | 4º Set | 5º Set | Total   | Cidade  | Público |
| ----------- | -------------------- | ------ | -------------------- | ------ | ------ | ------ | ------ | ------ | ------- | ------- | ------- |
| 7 de agosto | Estados Unidos       | 3–2    | República Dominicana | 25:18  | 25:19  | 23:25  | 21:25  | 23:21  | 117:108 | Miao Li | 1.700   |
| 7 de agosto | Países Baixos        | 3–1    | Alemanha             | 25:13  | 25:23  | 22:25  | 25:23  |        | 97:84   | Miao Li | 1.300   |
| 8 de agosto | Estados Unidos       | 2–3    | Países Baixos        | 25:12  | 22:25  | 16:25  | 25:21  | 13:15  | 101:98  | Miao Li | 3.000   |
| 8 de agosto | República Dominicana | 0–3    | Alemanha             | 16:25  | 17:25  | 20:25  |        |        | 53:75   | Miao Li | 1.500   |
| 9 de agosto | Países Baixos        | 3–0    | República Dominicana | 25:19  | 25:15  | 25:18  |        |        | 75:52   | Miao Li | 2.300   |
| 9 de agosto | Alemanha             | 3–0    | Estados Unidos       | 25:22  | 25:18  | 27:25  |        |        | 77:65   | Miao Li | 2.000   |

### Grupo E (Macau)
|     |           |     | Jogos | Jogos | Jogos | Pontos | Pontos | Pontos | Sets | Sets | Sets  |
| Pos | Equipe    | Pts | T     | V     | D     | V      | P      | R      | V    | P    | R     |
| --- | --------- | --- | ----- | ----- | ----- | ------ | ------ | ------ | ---- | ---- | ----- |
| 1   | Brasil    | 6   | 3     | 3     | 0     | 269    | 216    | 1.245  | 9    | 3    | 3,000 |
| 2   | China     | 5   | 3     | 2     | 1     | 317    | 286    | 1.108  | 8    | 6    | 1.333 |
| 3   | Polônia   | 4   | 3     | 1     | 2     | 245    | 261    | 0.939  | 6    | 6    | 1,000 |
| 4   | Tailândia | 3   | 3     | 0     | 3     | 183    | 251    | 0.729  | 1    | 9    | 0.111 |

| Data        | Equipe #1 | Placar | Equipe #2 | 1º Set | 2º Set | 3º Set | 4º Set | 5º Set | Total   | Cidade | Público |
| ----------- | --------- | ------ | --------- | ------ | ------ | ------ | ------ | ------ | ------- | ------ | ------- |
| 7 de agosto | Brasil    | 3–0    | Tailândia | 25:14  | 25:17  | 25:11  |        |        | 75:42   | Macau  | 2.500   |
| 7 de agosto | China     | 3–2    | Polônia   | 25:19  | 25:27  | 24:26  | 25:14  | 15:12  | 114:98  | Macau  | 3.800   |
| 8 de agosto | Brasil    | 3–1    | Polônia   | 25:22  | 25:9   | 13:25  | 25:15  |        | 88:71   | Macau  | 3.100   |
| 8 de agosto | China     | 3–1    | Tailândia | 25:27  | 25:19  | 25:17  | 25:19  |        | 100:82  | Macau  | 4.100   |
| 9 de agosto | Tailândia | 0–3    | Polônia   | 24:26  | 13:25  | 22:25  |        |        | 59:76   | Macau  | 3.300   |
| 9 de agosto | China     | 2–3    | Brasil    | 21:25  | 20:25  | 25:19  | 25:22  | 12:15  | 103:106 | Macau  | 4.500   |

### Grupo F (Osaka)
|     |               |     | Jogos | Jogos | Jogos | Pontos | Pontos | Pontos | Sets | Sets | Sets  |
| Pos | Equipe        | Pts | T     | V     | D     | V      | P      | R      | V    | P    | R     |
| --- | ------------- | --- | ----- | ----- | ----- | ------ | ------ | ------ | ---- | ---- | ----- |
| 1   | Japão         | 6   | 3     | 3     | 0     | 267    | 206    | 1.296  | 9    | 2    | 4.500 |
| 2   | Rússia        | 4   | 3     | 1     | 2     | 283    | 298    | 0.950  | 5    | 8    | 0.625 |
| 3   | Porto Rico    | 4   | 3     | 1     | 2     | 260    | 276    | 0.942  | 5    | 7    | 0.714 |
| 4   | Coreia do Sul | 4   | 3     | 1     | 2     | 280    | 310    | 0.903  | 6    | 8    | 0.750 |

| Data        | Equipe #1     | Placar | Equipe #2     | 1º Set | 2º Set | 3º Set | 4º Set | 5º Set | Total   | Cidade | Público |
| ----------- | ------------- | ------ | ------------- | ------ | ------ | ------ | ------ | ------ | ------- | ------ | ------- |
| 7 de agosto | Coreia do Sul | 2–3    | Rússia        | 25:23  | 20:25  | 18:25  | 27:25  | 13:15  | 103:113 | Osaka  | 2.650   |
| 7 de agosto | Japão         | 3–0    | Porto Rico    | 25:22  | 25:21  | 25:17  |        |        | 75:60   | Osaka  | 5.850   |
| 8 de agosto | Rússia        | 1–3    | Porto Rico    | 17:25  | 22:25  | 25:22  | 26:28  |        | 90:100  | Osaka  | 2.950   |
| 8 de agosto | Japão         | 3–1    | Coreia do Sul | 22:25  | 25:13  | 25:18  | 25:10  |        | 97:66   | Osaka  | 8.250   |
| 9 de agosto | Coreia do Sul | 3–2    | Porto Rico    | 25:18  | 25:18  | 24:26  | 22:25  | 15:13  | 111:100 | Osaka  | 3.690   |
| 9 de agosto | Japão         | 3–1    | Rússia        | 20:25  | 25:19  | 25:15  | 25:21  |        | 95:80   | Osaka  | 6.800   |

### Grupo G (Hong Kong)
|     |                      |     | Jogos | Jogos | Jogos | Pontos | Pontos | Pontos | Sets | Sets | Sets  |
| Pos | Equipe               | Pts | T     | V     | D     | V      | P      | R      | V    | P    | R     |
| --- | -------------------- | --- | ----- | ----- | ----- | ------ | ------ | ------ | ---- | ---- | ----- |
| 1   | Países Baixos        | 5   | 3     | 2     | 1     | 252    | 216    | 1.167  | 7    | 3    | 2.333 |
| 2   | China                | 5   | 3     | 2     | 1     | 296    | 279    | 1.061  | 8    | 5    | 1.600 |
| 3   | Polônia              | 5   | 3     | 2     | 1     | 254    | 277    | 0.917  | 6    | 7    | 0.857 |
| 4   | República Dominicana | 3   | 3     | 0     | 3     | 254    | 284    | 0.894  | 3    | 9    | 0.333 |

| Data         | Equipe #1            | Placar | Equipe #2            | 1º Set | 2º Set | 3º Set | 4º Set | 5º Set | Total   | Cidade    | Público |
| ------------ | -------------------- | ------ | -------------------- | ------ | ------ | ------ | ------ | ------ | ------- | --------- | ------- |
| 14 de agosto | Polônia              | 0–3    | Países Baixos        | 17:25  | 17:25  | 13:25  |        |        | 47:75   | Hong Kong | 4.596   |
| 14 de agosto | China                | 3–1    | República Dominicana | 25:21  | 21:25  | 25:17  | 25:20  |        | 96:83   | Hong Kong | 7.809   |
| 15 de agosto | República Dominicana | 0–3    | Países Baixos        | 14:25  | 31:33  | 28:30  |        |        | 73:88   | Hong Kong | 6.628   |
| 15 de agosto | China                | 2–3    | Polônia              | 21:25  | 21:25  | 25:18  | 26:24  | 11:15  | 104:107 | Hong Kong | 8.906   |
| 16 de agosto | República Dominicana | 2–3    | Polônia              | 25:22  | 23:25  | 14:25  | 25:13  | 11:15  | 98:100  | Hong Kong | 8.281   |
| 16 de agosto | China                | 3–1    | Países Baixos        | 25:21  | 25:22  | 21:25  | 25:21  |        | 96:89   | Hong Kong | 10.345  |

### Grupo H (Mokpo)
|     |               |     | Jogos | Jogos | Jogos | Pontos | Pontos | Pontos | Sets | Sets | Sets  |
| Pos | Equipe        | Pts | T     | V     | D     | V      | P      | R      | V    | P    | R     |
| --- | ------------- | --- | ----- | ----- | ----- | ------ | ------ | ------ | ---- | ---- | ----- |
| 1   | Brasil        | 6   | 3     | 3     | 0     | 299    | 241    | 1.241  | 9    | 4    | 2.250 |
| 2   | Japão         | 5   | 3     | 2     | 1     | 253    | 237    | 1.068  | 7    | 5    | 1.400 |
| 3   | Alemanha      | 4   | 3     | 1     | 2     | 288    | 299    | 0.963  | 7    | 7    | 1,000 |
| 4   | Coreia do Sul | 3   | 3     | 0     | 3     | 211    | 275    | 0.767  | 2    | 9    | 0.222 |

| Data         | Equipe #1     | Placar | Equipe #2 | 1º Set | 2º Set | 3º Set | 4º Set | 5º Set | Total  | Cidade | Público |
| ------------ | ------------- | ------ | --------- | ------ | ------ | ------ | ------ | ------ | ------ | ------ | ------- |
| 14 de agosto | Coreia do Sul | 1–3    | Alemanha  | 27:25  | 20:25  | 22:25  | 11:25  |        | 80:100 | Mokpo  | 3.000   |
| 14 de agosto | Japão         | 1–3    | Brasil    | 12:25  | 19:25  | 25:15  | 13:25  |        | 69:90  | Mokpo  | 2.000   |
| 15 de agosto | Brasil        | 3–2    | Alemanha  | 25:27  | 25:15  | 25:19  | 19:25  | 15:10  | 109:96 | Mokpo  | 2.750   |
| 15 de agosto | Coreia do Sul | 0–3    | Japão     | 13:25  | 20:25  | 22:25  |        |        | 55:75  | Mokpo  | 3.800   |
| 16 de agosto | Alemanha      | 2–3    | Japão     | 25:23  | 14:25  | 18:25  | 25:21  | 10:15  | 92:109 | Mokpo  | 2.100   |
| 16 de agosto | Coreia do Sul | 1–3    | Brasil    | 27:25  | 15:25  | 15:25  | 19:25  |        | 76:100 | Mokpo  | 2.800   |

### Grupo I (Bangkok)
|     |                |     | Jogos | Jogos | Jogos | Pontos | Pontos | Pontos | Sets | Sets | Sets  |
| Pos | Equipe         | Pts | T     | V     | D     | V      | P      | R      | V    | P    | R     |
| --- | -------------- | --- | ----- | ----- | ----- | ------ | ------ | ------ | ---- | ---- | ----- |
| 1   | Rússia         | 6   | 3     | 3     | 0     | 269    | 206    | 1.306  | 9    | 2    | 4.500 |
| 2   | Tailândia      | 5   | 3     | 2     | 1     | 256    | 267    | 0.959  | 7    | 5    | 1.400 |
| 3   | Estados Unidos | 4   | 3     | 1     | 2     | 264    | 258    | 1.023  | 6    | 6    | 1,000 |
| 4   | Porto Rico     | 3   | 3     | 0     | 3     | 174    | 232    | 0.750  | 0    | 9    | 0,000 |

| Data         | Equipe #1      | Placar | Equipe #2      | 1º Set | 2º Set | 3º Set | 4º Set | 5º Set | Total   | Cidade  | Público |
| ------------ | -------------- | ------ | -------------- | ------ | ------ | ------ | ------ | ------ | ------- | ------- | ------- |
| 14 de agosto | Tailândia      | 3–0    | Porto Rico     | 27:25  | 30:28  | 25:13  |        |        | 82:66   | Bangkok | 3.300   |
| 14 de agosto | Estados Unidos | 1–3    | Rússia         | 21:25  | 24:26  | 25:19  | 17:25  |        | 87:95   | Bangkok | 3.500   |
| 15 de agosto | Rússia         | 3–1    | Tailândia      | 25:18  | 24:26  | 25:11  | 25:12  |        | 99:67   | Bangkok | 4.500   |
| 15 de agosto | Porto Rico     | 0–3    | Estados Unidos | 16:25  | 18:25  | 22:25  |        |        | 56:75   | Bangkok | 4.000   |
| 16 de agosto | Estados Unidos | 2–3    | Tailândia      | 25:19  | 20:25  | 21:25  | 25:23  | 11:15  | 102:107 | Bangkok | 4.500   |
| 16 de agosto | Porto Rico     | 0–3    | Rússia         | 16:25  | 17:25  | 19:25  |        |        | 52:75   | Bangkok | 3.100   |

### Classificação geral

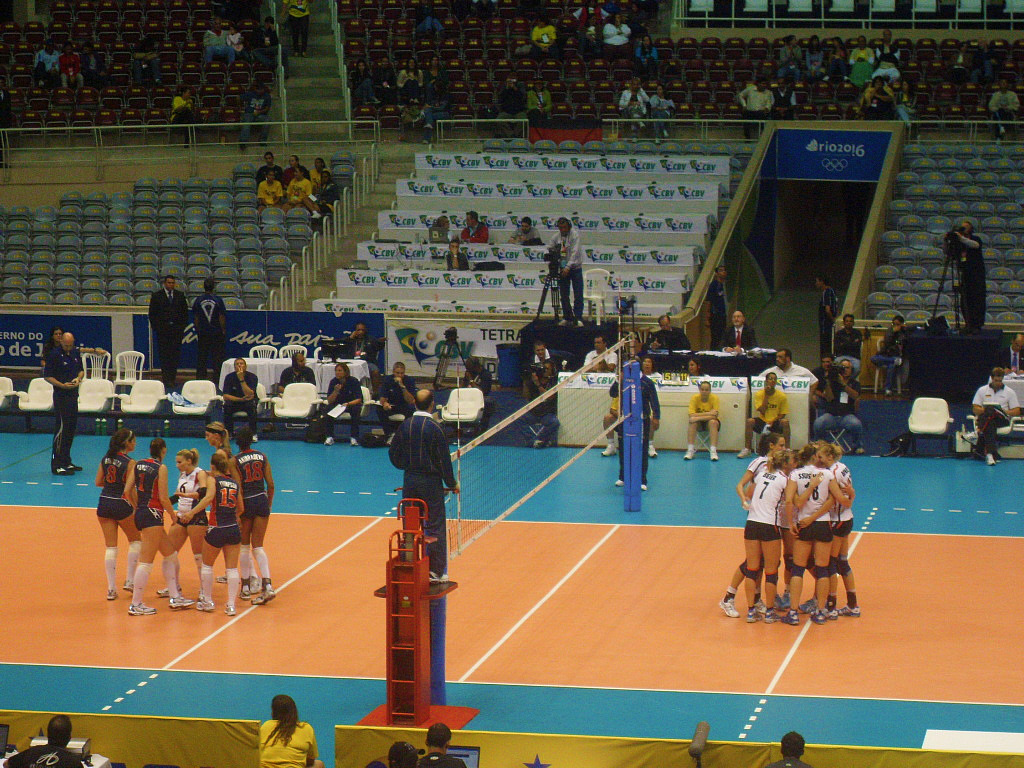
Estados Unidos contra Alemanha na primeira semana do torneio.

|     |                      |     | Jogos | Jogos | Jogos | Pontos | Pontos | Pontos | Sets | Sets | Sets  |
| Pos | Equipe               | Pts | T     | V     | D     | V      | P      | R      | V    | P    | R     |
| --- | -------------------- | --- | ----- | ----- | ----- | ------ | ------ | ------ | ---- | ---- | ----- |
| 1   | Brasil               | 18  | 9     | 9     | 0     | 793    | 613    | 1.294  | 27   | 7    | 3.857 |
| 2   | Países Baixos        | 17  | 9     | 8     | 1     | 772    | 654    | 1.180  | 25   | 7    | 3.571 |
| 3   | China                | 16  | 9     | 7     | 2     | 871    | 760    | 1.146  | 25   | 13   | 1.923 |
| 4   | Rússia               | 15  | 9     | 6     | 3     | 832    | 767    | 1.085  | 22   | 15   | 1.467 |
| 5   | Japão                | 14  | 9     | 5     | 4     | 740    | 700    | 1.057  | 18   | 16   | 1.125 |
| 6   | Alemanha             | 14  | 9     | 5     | 4     | 748    | 729    | 1.026  | 20   | 15   | 1.333 |
| 7   | Polônia              | 13  | 9     | 4     | 5     | 749    | 778    | 0.963  | 17   | 19   | 0.895 |
| 8   | Tailândia            | 13  | 9     | 4     | 5     | 724    | 825    | 0.878  | 15   | 21   | 0.714 |
| 9   | Estados Unidos       | 12  | 9     | 3     | 6     | 752    | 791    | 0.951  | 14   | 22   | 0.636 |
| 10  | Porto Rico           | 10  | 9     | 1     | 8     | 685    | 791    | 0.866  | 9    | 25   | 0.360 |
| 11  | República Dominicana | 10  | 9     | 1     | 8     | 717    | 830    | 0.864  | 10   | 26   | 0.385 |
| 12  | Coreia do Sul        | 10  | 9     | 1     | 8     | 697    | 842    | 0.828  | 10   | 26   | 0.385 |

|  |                                    |
|  | Zona de classificação a fase final |

## Fase final
A fase final do Grand Prix de 2009 foi disputada em Tóquio, no Japão, entre os dias 19 e 23 de agosto. As seis equipes classificadas enfrentaram-se num grupo único, conquistando o título a que somasse o maior número de pontos ao final de cinco partidas.
|     |               |     | Jogos | Jogos | Jogos | Pontos | Pontos | Pontos | Sets | Sets | Sets  |
| Pos | Equipe        | Pts | T     | V     | D     | V      | P      | R      | V    | P    | R     |
| --- | ------------- | --- | ----- | ----- | ----- | ------ | ------ | ------ | ---- | ---- | ----- |
| 1   | Brasil        | 10  | 5     | 5     | 0     | 461    | 387    | 1.191  | 15   | 4    | 3.750 |
| 2   | Rússia        | 9   | 5     | 4     | 1     | 472    | 435    | 1.085  | 14   | 6    | 2.333 |
| 3   | Alemanha      | 7   | 5     | 2     | 3     | 430    | 430    | 1,000  | 9    | 11   | 0.818 |
| 4   | Países Baixos | 7   | 5     | 2     | 3     | 421    | 457    | 0.921  | 7    | 13   | 0.538 |
| 5   | China         | 6   | 5     | 1     | 4     | 414    | 448    | 0.924  | 7    | 12   | 0.583 |
| 6   | Japão         | 6   | 5     | 1     | 4     | 389    | 430    | 0.905  | 6    | 12   | 0.500 |

| Data         | Equipe #1     | Placar | Equipe #2     | 1º Set | 2º Set | 3º Set | 4º Set | 5º Set | Total   | Cidade | Público |
| ------------ | ------------- | ------ | ------------- | ------ | ------ | ------ | ------ | ------ | ------- | ------ | ------- |
| 19 de agosto | Países Baixos | 3–2    | China         | 18:25  | 25:22  | 25:22  | 24:26  | 15:13  | 107:108 | Tóquio | 3.600   |
| 19 de agosto | Brasil        | 3–2    | Rússia        | 25:20  | 22:25  | 25:17  | 24:26  | 16:14  | 112:102 | Tóquio | 8.500   |
| 19 de agosto | Japão         | 1–3    | Alemanha      | 21:25  | 25:16  | 17:25  | 22:25  |        | 85:91   | Tóquio | 10.000  |
| 20 de agosto | Países Baixos | 3–2    | Alemanha      | 19:25  | 25:21  | 25:22  | 21:25  | 15:13  | 105:106 | Tóquio | 2.600   |
| 20 de agosto | China         | 0–3    | Brasil        | 21:25  | 20:25  | 29:31  |        |        | 70:81   | Tóquio | 6.900   |
| 20 de agosto | Japão         | 1–3    | Rússia        | 17:25  | 23:25  | 29:27  | 14:25  |        | 83:102  | Tóquio | 10.000  |
| 21 de agosto | China         | 1–3    | Rússia        | 29:27  | 16:25  | 19:25  | 23:25  |        | 87:102  | Tóquio | 3.400   |
| 21 de agosto | Brasil        | 3–0    | Alemanha      | 25:15  | 25:15  | 25:16  |        |        | 75:46   | Tóquio | 6.400   |
| 21 de agosto | Japão         | 3–0    | Países Baixos | 25:22  | 25:18  | 25:22  |        |        | 75:62   | Tóquio | 10.000  |
| 22 de agosto | Alemanha      | 1–3    | Rússia        | 25:16  | 21:25  | 23:25  | 20:25  |        | 89:91   | Tóquio | 4.900   |
| 22 de agosto | Brasil        | 3–1    | Países Baixos | 25:22  | 18:25  | 25:20  | 25:16  |        | 93:83   | Tóquio | 7.850   |
| 22 de agosto | Japão         | 0–3    | China         | 20:25  | 23:25  | 17:25  |        |        | 60:75   | Tóquio | 10.000  |
| 23 de agosto | Alemanha      | 3–1    | China         | 25:14  | 23:25  | 25:21  | 25:14  |        | 98:74   | Tóquio | 4.800   |
| 23 de agosto | Rússia        | 3–0    | Países Baixos | 25:20  | 25:23  | 25:21  |        |        | 75:64   | Tóquio | 7.800   |
| 23 de agosto | Japão         | 1–3    | Brasil        | 21:25  | 27:25  | 19:25  | 19:25  |        | 86:100  | Tóquio | 10.000  |

## Classificação final
| Campeão | Vice-campeão | Terceiro lugar |
| Brasil Fabiana Claudino · Ana Tiemi Takagui · Danielle Lins · Caroline Gattaz · Thaísa Menezes · Marianne Steinbrecher · Adenízia Silva · Natália Pereira · Wélissa Gonzaga · Joyce Silva · Sheilla Castro · Fabiana de Oliveira · Regiane Bidias · Camila Brait | Rússia Maria Borodakova · Anna Makarova · Maria Zhadan · Elena Murtazaeva · Ksenia Naumova · Natalya Safronova · Olga Fateeva · Ekaterina Gamova · Marina Sheshenina · Ekaterina Kabeshova · Tatiana Kosheleva · Yana Shcherban · Yulia Sedova · Evgeniya Startseva | Alemanha Lenka Dürr · Kathleen Weiß · Denise Hanke · Kerstin Tzscherlich · Heike Beier · Berit Kauffeldt · Anne Matthes · Christiane Fürst · Sarah Petrausch · Sabrina Roß · Maren Brinker · Margareta Kozuch · Corina Ssuschke · Anja Brandt |

| 4   | Países Baixos        |
| 5   | China                |
| 6   | Japão                |
| 7   | Polônia              |
| 8   | Tailândia            |
| 9   | Estados Unidos       |
| 10  | Porto Rico           |
| 11  | República Dominicana |
| 12' | Coreia do Sul        |

## Prêmios individuais
| MVP (Most Valuable Player) | Sheilla Castro      | Brasil        |
| Melhor atacante            | Tatiana Kosheleva   | Rússia        |
| Melhor bloqueio            | Fabiana Claudino    | Brasil        |
| Melhor saque               | Manon Flier         | Países Baixos |
| Melhor líbero              | Kerstin Tzscherlich | Alemanha      |
| Melhor levantadora         | Yoshie Takeshita    | Japão         |
| Maior pontuadora           | Manon Flier         | Países Baixos |

## Estatísticas por fundamento
Fase final
| Posição | Jogadora              | Pontos |
| ------- | --------------------- | ------ |
| 1       | NED Manon Flier       | 103    |
| 2       | RUS Ekaterina Gamova  | 97     |
| 3       | BRA Sheilla Castro    | 92     |
| 4       | RUS Tatiana Kosheleva | 91     |
| 5       | GER Margareta Kozuch  | 85     |

| Posição | Jogadora              | Aproveitamento (%) |
| ------- | --------------------- | ------------------ |
| 1       | RUS Tatiana Kosheleva | 56,06              |
| 2       | BRA Natália Pereira   | 49,59              |
| 3       | CHN Xue Ming          | 45,28              |
| 4       | BRA Sheilla Castro    | 44,17              |
| 5       | RUS Anna Makarova     | 43,51              |

| Posição | Jogadora             | Média de pontos por set |
| ------- | -------------------- | ----------------------- |
| 1       | BRA Fabiana Claudino | 1,26                    |
| 2       | GER Christiane Fürst | 1,20                    |
| 3       | BRA Thaísa Menezes   | 1,11                    |
| 4       | RUS Ekaterina Gamova | 0,75                    |
| 5       | CHN Xue Ming         | 0,74                    |

| Posição | Jogadora            | Média de pontos por set |
| ------- | ------------------- | ----------------------- |
| 1       | NED Manon Flier     | 0,55                    |
| 2       | BRA Sheilla Castro  | 0,47                    |
| 3       | JPN Saori Kimura    | 0,44                    |
| 4       | JPN Megumi Kurihara | 0,44                    |
| 5       | GER Heike Beier     | 0,40                    |

| Posição | Jogadora                | Média de defesas por set |
| ------- | ----------------------- | ------------------------ |
| 1       | GER Kerstin Tzscherlich | 3,90                     |
| 2       | JPN Yuko Sano           | 3,72                     |
| 3       | NED Janneke van Tienen  | 3,15                     |
| 4       | RUS Ekaterina Kabeshova | 3,00                     |
| 5       | BRA Fabiana de Oliveira | 2,89                     |

| Posição | Jogadora             | Levantamentos por set |
| ------- | -------------------- | --------------------- |
| 1       | JPN Yoshie Takeshita | 10,28                 |
| 2       | BRA Danielle Lins    | 7,74                  |
| 3       | CHN Wei Qiuyue       | 7,42                  |
| 4       | GER Kathleen Weiß    | 7,25                  |
| 5       | NED Kim Staelens     | 7,20                  |

| Posição | Jogadora                | Aproveitamento (%) |
| ------- | ----------------------- | ------------------ |
| 1       | BRA Fabiana de Oliveira | 58,82              |
| 2       | JPN Saori Kimura        | 56,44              |
| 3       | CHN Zhang Xian          | 56,15              |
| 4       | GER Heike Beier         | 56,02              |
| 5       | GER Kerstin Tzscherlich | 55,20              |

| Posição | Jogadora                | Média de recepções por set |
| ------- | ----------------------- | -------------------------- |
| 1       | GER Kerstin Tzscherlich | 7,50                       |
| 2       | CHN Zhang Xian          | 6,79                       |
| 3       | BRA Fabiana de Oliveira | 6,63                       |
| 4       | RUS Ekaterina Kabeshova | 6,05                       |
| 5       | JPN Yuko Sano           | 5,89                       |